# Yèvres-le-Petit
Yèvres-le-Petit ist eine französische Gemeinde mit 54 Einwohnern (Stand: 1. Januar 2022) im Département Aube in der Region Grand Est (bis 2015 Champagne-Ardenne). Sie gehört zum Arrondissement Bar-sur-Aube und zum Gemeindeverband Lacs de Champagne. Die Newohner werden Yévrois genannt.
1793 hieß die Gemeinde noch Yevres, erst seit 1919 offiziell Yèvres-le-Petit.

## Geografie
Die Gemeinde Yèvres-le-Petit liegt am Oberlauf des Petit Ravet, einem der beiden Quellflüsse des Ravet, der nach 14 Kilometer in den Auzon mündet. Es handelt sich um eines der wenigen Fließgewässer in der Landschaft der Lausigen Champagne. Umgeben wird Yèvres-le-Petit von den Nachbargemeinden Pars-lès-Chavanges im Norden, Courcelles-sur-Voire im Osten, Rosnay-l’Hôpital im Süden sowie Braux im Westen.

## Bevölkerungsentwicklung
| Jahr      | 1962 | 1968 | 1975 | 1982 | 1990 | 1999 | 2006 | 2013 | 2022 |
| Einwohner | 69   | 81   | 73   | 68   | 59   | 67   | 72   | 63   | 54   |

Zur Gemeindegründung im Jahr 1793 wurde mit 204 Bewohnern die bisher höchste Einwohnerzahl ermittelt. Die Zahlen basieren auf den Daten von cassini.ehess und INSEE.

## Sehenswürdigkeiten
- Kirche Saint-Laurent aus dem 16. Jahrhundert, Monument historique[4]
- Brunnen (Fontaine de Saint-Laurent)
- Lavoir

## Wirtschaft und Infrastruktur
In der Gemeinde Yèvres-le-Petit sind zwölf Landwirtschaftsbetriebe ansässig (hauptsächlich Getreideanbau).
Durch das Gemeindegebiet von Yèvres-le-Petit verläuft die Fernstraße D 396 von Vitry-le-François nach Brienne-le-Château. Nahe der 22 Kilometer westlich gelegenen Gemeinde Arcis-sur-Aube besteht ein Anschluss an die Autoroute A 26 von Calais nach Troyes. In der zehn Kilometer entfernten Kleinstadt Brienne-le-Château befindet sich der nächstgelegene Bahnhof an der Bahnstrecke Troyes–Brienne-le-Château.

## Belege
1. ↑  Ortsname auf cassini.ehess.fr
2. ↑  Yèvres-le-Petit auf cassini.ehess
3. ↑  Yèvres-le-Petit auf INSEE
4. ↑  Eintrag Nr. PA00078326 in der Base Mérimée des französischen Kulturministeriums (französisch)
5. ↑  Landwirtschaftsbetriebe auf annuaire-mairie.fr (französisch)